# Grégory Koenig
Grégory Koenig (Possy, Paris, France, 21 agosto 1978) è uno schermidore francese.

## Biografia
Ha conquistato una medaglia d'oro nei campionati europei di scherma di Smirne del 2006 nella gara di fioretto a squadre.

## Palmarès
In carriera ha conseguito i seguenti risultati:
- Europei di scherma

Smirne 2006: oro nel fioretto a squadre.